# Josef Ternström
Josef Ternström (Suecia, 4 de diciembre de 1888-2 de mayo de 1953) fue un atleta sueco, especialista en la prueba de campo través por equipo en la que llegó a ser campeón olímpico en 1912.

## Carrera deportiva
En los JJ. OO. de Estocolmo 1912 ganó la medalla de oro en el campo través por equipo, logrando 10 puntos, por delante de Finlandia (plata) y Reino Unido (bronce), siendo sus compañeros de equipo: Hjalmar Andersson y John Eke.